# Jóšijáš
Jóšijáš (hebrejsky: יֹאשִׁיָּהוּ‎, Jošijahu), v českých překladech Bible přepisováno též jako Josijáš, Jošiáš či Joziáš, byl z Davidovské dynastie v pořadí patnáctý král samostatného Judského království. Jeho jméno se vykládá jako „Hospodin dává“. Dle názoru moderních historiků a archeologů král Jóšijáš vládl asi v letech 639 až 609 př. n. l. Podle kroniky Davida Ganse by však jeho kralování mělo spadat do let 3285–3316 od stvoření světa neboli do rozmezí let 477–445 před naším letopočtem, což odpovídá 31 letům vlády, jak je uvedeno v Knihách kronik.

## Osobní život
Jóšijáš byl synem krále Amóna a jeho ženy Jedídy, jež byla dcerou Adajáše z Boskatu. Na judský trůn v Jeruzalémě usedl ve svých 8 letech a z údajů Tanachu by se dalo vyvodit, že navázal na započatou, ale nedokončenou náboženskou reformu svého děda Menašeho.

## Reforma
Jóšijáš za své vlády uskutečnil významnou náboženskou reformu, během které se pokusil odstranit ve starověkém Judsku všechny pohanské kulty a ustanovil jako legální pouze jediný kult, a to Hospodinův, jenž byl spjat s obětní službou v jeruzalémském Chrámu. Tato reforma měla dalekosáhlý vliv na biblické náboženství a samotné biblické knihy, jež byly částečně opraveny a možná i cenzurovány[zdroj⁠?!] v duchu reformního hnutí.

## Kniha Zákona
Jedním z hlavních impulzů Jóšijášovy náboženské reformy bylo podle Bible nalezení Knihy zákona, která je v textu zmíněna celkem 11× (viz 2. Královská 22:8, 10, 11, 13, 16; 23:2, 3, 21, 24). Tu objevil údajně spravedlivý velekněz Chilkijáš v samotném Chrámu, což bylo vykládáno jako Boží odpověď na královy modlitby. Tradiční judaismus věří, že šlo o svitek s Pěti knihami Mojžíšovými. Moderní teorie však zdůrazňují, že téměř jistě šlo spíše jen o knihu Deuteronomium, a sice buď její původní verzi nebo její části či základ textu, z něhož později vzešla.
Někteří historici pochybují, že Kniha zákona byla starobylým textem a předpokládají, že šlo spíše o dílo samotného Chilkijáše, sloužící k ospravedlnění Jóšijášovy reformy jeruzalémského kultu.

## Proroci za Jóšijášovy vlády
Během Jóšijášovy vlády došlo k vystoupení a povolání několika proroků. Například prorok Sofonjáš byl svou rozsáhlou kritikou modlářství pravděpodobně tím, kdo odstartoval Jóšijášův psychologický obrat a následné změny v náboženské oblasti. Krátce poté byl povolán také prorok Jeremjáš, který především kritizoval náboženské poměry po Jóšijášově smrti – sám ve svých proroctvích krále Jóšijáše nezmiňuje a o jeho reformě mluví pouze v náznacích.

## Politická kariéra
Kromě náboženské reformy se projevil jako velmi schopný panovník, za jehož vlády Judsko ovládlo dokonce i rozsáhlé oblasti bývalého severoizraelského království až po Jizre'el a Galileu. Roku 609 př. n. l. padl v bitvě u Megida s egyptským faraónem Nekem II., který jej porazil, když táhl na pomoc svým asyrským spojencům v boji proti Babylónii. Apokryfní 3. kniha Ezdrášova tvrdí, že tak učinil proti přímému slovu proroka Jeremjáše. 
„Josiáš však neobrátil svůj vůz (na výzvu egyptského faraona) a nedbal slov proroka Jeremjáše, která pocházela z Hospodinových úst“ Třetí Ezdráš 1:26/1:28 

Talmud naproti tomu uvádí, že se snažil zabránit tomu, aby jeho územím prošlo cizí vojsko, protože si špatně vyložil tato slova Tóry: „… a vaší zemí nebude procházet meč“, přičemž je králi vyčítáno, že se ohledně správného výkladu s prorokem Jeremjášem neporadil. Raši k tomu dodává, že hlavní příčina vojenského neúspěchu přes to všechno spočívala v tom, že synové Izraele nebyli hodni toho, aby jim Hospodin v boji pomohl, a králi vyčítá pouze to, že si špatného morálního stavu lidu ve své zemi nebyl vědom.
Po Jóšijášově smrti již judské království nedosáhlo takového rozmachu, jako za jeho vlády. Jeho syn Jóachaz byl roku 609 př. n. l. po krátkém panování sesazen faraónem Nekóem II.